# Chiesa di San Nicola (Atri)
La chiesa parrocchiale di San Nicola di Bari è un luogo di culto della città di Atri situato in Via Picena, a pochi metri da Piazza Duchi d'Acquaviva. Considerata tradizionalmente come la chiesa più antica della città, è una delle tre parrocchie urbane (le altre sono Santa Maria e San Gabriele).

## Storia
Le prime notizie riguardo alla chiesa di San Nicola risalgono al 1181, allorquando viene citata in una bolla di Papa Lucio III. Tre anni dopo è nuovamente menzionata come proprietà del monastero benedettino di San Giovanni in Cascianello (situato dove è oggi la frazione Treciminiere). La costruzione della chiesa si aggira quindi intorno alla seconda metà del XII secolo, se non addirittura allo stesso 1181 come sostenuto da alcuni: per questo è sempre indicata, soprattutto nelle guide turistiche, come la chiesa più antica della città: in realtà, se si vuol essere più precisi, è da ritenere la più antica solo in senso architettonico, altrimenti da un punto di vista storico il primato spetta alla chiesa di Santa Maria, che è documentata fin dal IX secolo.
Nel 1256, come documenta una lapide all'interno della chiesa, l'edificio subì una serie di lavori ad opera di tal Mastro Giovanni: sono sicuramente frutto di queste trasformazioni il campanile e le formelle ceramiche della facciata, anche se molto probabilmente l'intero organismo risentì di questi restauri (Francesco Aceto pensa addirittura che tutta la chiesa sia frutto dell'opera di Mastro Giovanni, ritenendo originale solo l'abside).
Fin da allora la chiesa rivestiva un ruolo importante per quella parte di città: al momento dell'istituzione del Comune (1251), San Nicola diventò la chiesa capoquarto dell'ottava (poi sestiere) di Cascianello, e con questa funzione rimase anche dopo la drastica trasformazione e riduzione della città in quattro quartieri (1410), quando Cascianello prese proprio il nome della chiesa. In questi secoli la chiesa si ornò di vari affreschi.
Alla fine del XVI secolo risale l'istituzione della parrocchia: il parroco prese dimora presso un modesto fabbricato medievale tutt'oggi visibile dietro la chiesa.
La definizione del territorio parrocchiale, però, non tenne conto dei confini dei quartieri: infatti San Nicola diventò la parrocchia del quarto di Capo d'Atri (che come chiesa capoquarto vede quella di Santo Spirito), mentre quasi tutto il quarto di San Nicola (con le chiese di San Francesco e Santa Chiara) rimase alla parrocchia del duomo.

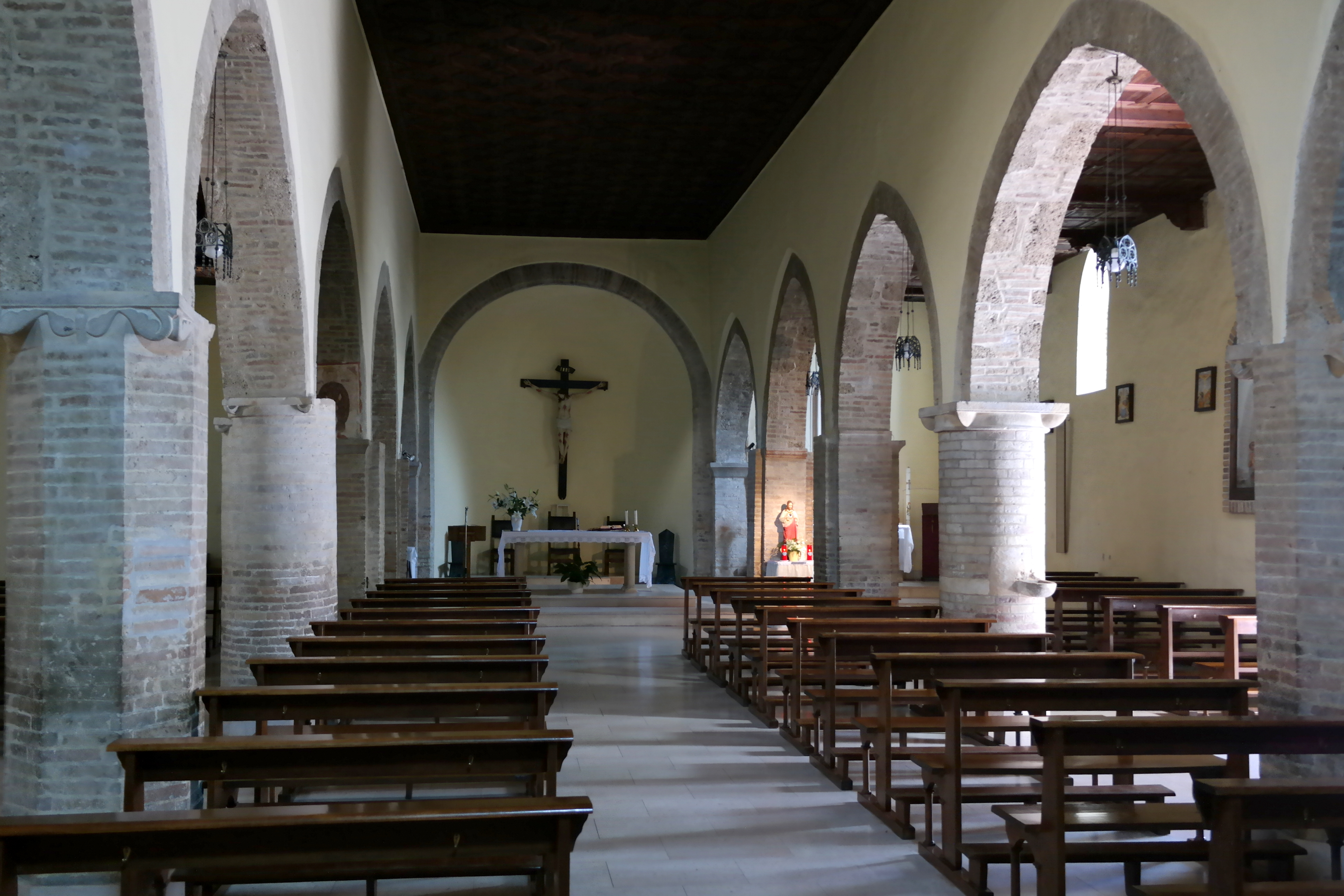
Interno

Nel XVIII secolo ci furono alcuni interventi di cattiva qualità: la facciata fu intonacata, il rosone fu chiuso essendo stato posto sulla controfacciata un organo, e forse a questo periodo risale anche l'innalzamento del livello del pavimento.
Risultato più felice, perfettamente inserito nel contesto architettonico dell'edificio, fu invece l'edificazione della cella campanaria.
Dal 1878 nella chiesa ebbe sede la Confraternita di San Nicola, che si era spostata dall'altare di San Nicola dei Sarti nel duomo ed aveva ormai perduto l'originaria specificazione dei sarti, poiché ora la congrega accoglieva anche persone appartenenti ad altre categorie lavorative.
Ultimo evento in ordine di tempo, negli anni novanta un importante restauro ha riportato la chiesa alle fattezze originarie, eliminando l'organo (peraltro abbandonato e inutilizzato), riaprendo il rosone e spogliando la facciata degli intonaci (con conseguente riscoperta delle antiche ceramiche).

## Descrizione

### Esterno
La facciata in laterizio, prospetticamente visibile di scorcio dall'Arco del Comune in Piazza Duchi Acquaviva, è di carattere romanico e a terminazione a capanna. Due contrafforti si appoggiano verticalmente alla facciata, dividendola in tre parti, la centrale più piccola e stretta e le altre due più larghe. Il portale, rialzato da alcuni gradini e molto piccolo, è anche assai semplice, con una lunetta vuota, senza decorazioni. Al di sopra si apre una finestra circolare, forse anticamente un rosone, decorato tutt'intorno da scodelle maiolicate di vari colori, così come il sovrastante timpano della facciata. In realtà queste sono le copie di quelle originali, risalenti alla metà del XIII secolo e ritrovate nei restauri degli anni novanta allo stato di qualche frammento (sono visibili al Museo Capitolare).
Sullo spigolo sinistro della facciata c'è un altro contrafforte, più grosso, mentre dalla parte destra della facciata si alza il robusto campanile, duecentesco, anch'esso in laterizio ma con pezzi di muratura più antica alla base; la cella campanaria è del XVIII secolo e contiene quattro campane, di cui una realizzata nel 1288 da un tale Orius Magister.
Il lato destro presenta un portale secondario simile a quello centrale ma assai più piccolo, raggiungibile tramite due scalinate. Sul lato sinistro, invece, si possono notare degli archi acuti murati: forse davano l'accesso a delle cappelle laterali poi demolite.